# Gombe United Football Club
Maillots
Actualités
Le Gombe United Football Club est un club de football nigérian basé à Gombe.

## Histoire
En 2008, le club participe pour la première fois de son histoire à la Ligue des champions de la CAF, après avoir terminé vice-champion du Nigeria en 2007. Lors de la Ligue des champions africaine, il s'incline au prem tour face à l'équipe camerounaise du Coton Sport FC, après avoir battu le Daring Club Motema Pembe lors du tour préliminaire.
Le club dispute ensuite la Coupe de l'UFOA en 2009, après avoir atteint la finale de la Coupe du Nigeria en 2008.

## Palmarès
- Championnat du Nigeria
  - Vice-champion : 2007
- Coupe du Nigeria
  - Finaliste : 2008